# 브레드레스 (1983년 영화)
《브레드레스》(Breathless)는 미국에서 제작된 짐 맥브라이드 감독의 1983년 네오누아르 드라마 영화이다. 1960년 프랑스 영화의 리메이크 작품이다. 리차드 기어 등이 주연으로 출연하였고 마틴 에릭맨 등이 제작에 참여하였다.

## 출연

### 주연
- 리차드 기어
- 발레리 카프리스키

### 조연
- 아트 메트라노
- 윌리엄 테퍼
- 존 P. 라이언
- 로버트 던

## 기타
- 원조: 장 뤽 고다르
- 미술: 리처드 실버트
- 의상: J. 앨런 하이필
- 배역: 제인 젠킨스

## 같이 보기
- 네 멋대로 해라 (1960년 영화)